# John Madden (amerikansk fotbollstränare)
John Earl Madden, född 10 april 1936 i Austin, Minnesota, död 28 december 2021 i Pleasanton, Kalifornien, var en amerikansk utövare av amerikansk fotboll, och senare tränare och TV-kommentator inom samma sport. Som huvudtränare för Oakland Raiders vann han Superbowl XI över Minnesota Vikings, och han valdes in i Pro Football Hall of Fame 2006 som uppskattning för sin tränargärning. Efter spelar- och tränarkarriären jobbade Madden som expert vid TV-sändningar av amerikansk fotboll på alla fyra stora nätverken, CBS (1979–1993), Fox (1994–2001), ABC (2002–2005), och NBC (2006–2008).
Madden är också känd som namnet bakom spelserien Madden NFL.
Efter NFL-säsongen 2008 pensionerade han sig från TV-sändningarna för att ägna mer tid åt familjen, men har sedan dess även skrivit flera böcker, varit med i reklamfilmer och gjort fotbollsdokumentärer.